# Níger als Jocs Olímpics
El Níger (NIG) ha enviat esportistes a tots els Jocs Olímpics d'Estiu des del 1964 excepte els de 1976 i 1980. Només ha guanyat dues medalles: Issaka Daborg, es penjà el bronze en boxa als 1972 i Abdoul Razak Issoufou s'emportà la plata en Taekwondo durant els Jocs Olímpics de 2016. Mai han enviat cap esportista als Jocs Olímpics d'Hivern.

## Medaller
| Jocs                 | Atletes | Or | Plata | Bronze | Total | Pos. |       |
| Tòquio 1964          | 1       | 0  | 0     | 0      | 0     | –    | [ 3 ] |
| Ciutat de Mèxic 1968 | 2       | 0  | 0     | 0      | 0     | –    | [ 4 ] |
| Múnic 1972           | 4       | 0  | 0     | 1      | 1     | 43   | [ 5 ] |
| Los Angeles 1984     | 4       | 0  | 0     | 0      | 0     | –    | [ 6 ] |
| Seül 1988            | 6       | 0  | 0     | 0      | 0     | –    | [ 6 ] |
| Barcelona 1992       | 3       | 0  | 0     | 0      | 0     | –    | [ 7 ] |
| Atlanta 1996         | 3       | 0  | 0     | 0      | 0     | –    | [ 6 ] |
| Sydney 2000          | 4       | 0  | 0     | 0      | 0     | –    |       |
| Atenes 2004          | 4       | 0  | 0     | 0      | 0     | –    |       |
| Pequín 2008          | 4       | 0  | 0     | 0      | 0     | –    |       |
| Londres 2012         | 6       | 0  | 0     | 0      | 0     | –    |       |
| Rio 2016             | 6       | 0  | 1     | 0      | 1     | 69   |       |
| Tòquio 2020          | 7       | 0  | 0     | 0      | 0     | –    |       |

## Atletisme

### Masculí
| Jocs             | Atleta                 | Categoria      | Sèrie    | Sèrie | Quarts de final | Quarts de final | Semi-final | Semi-final | Final     | Final     | Posició |
| Jocs             | Atleta                 | Categoria      | Resultat | Pos.  | Resultat        | Pos.            | Resultat   | Pos.       | Resultat  | Pos.      | Posició |
| ---------------- | ---------------------- | -------------- | -------- | ----- | --------------- | --------------- | ---------- | ---------- | --------- | --------- | ------- |
| Los Angeles 1984 | Adamou Allassane       | 1.500 m.       | 3:56.43  | 9     | No avança       | No avança       | No avança  | No avança  | No avança | No avança | –       |
| Los Angeles 1984 | Moussa Daweye          | 800 m.         | 1:52.08  | DSQ   | No avança       | No avança       | No avança  | No avança  | No avança | No avança | –       |
| Seül 1988        | Inni Aboubacar         | Marató         | —        | —     | —               | —               | —          | —          | 2:28:15   | 59        | 59      |
| Seül 1988        | Hassan Karimou         | Marató         | —        | —     | —               | —               | —          | —          | 2:43:51   | 80        | 80      |
| Seül 1988        | Abdou Manzo            | Marató         | —        | —     | —               | —               | —          | —          | 2:43:51   | 80        | 80      |
| Barcelona 1992   | Hassane Illiassou      | 100 m.         | 10.73    | 5     | No avança       | No avança       | No avança  | No avança  | No avança | No avança | –       |
| Barcelona 1992   | Bouriema Kimba         | 200 m.         | 22.49    | 8     | No avança       | No avança       | No avança  | No avança  | No avança | No avança | –       |
| Barcelona 1992   | Abdou Manzo            | Marató         | —        | —     | —               | —               | —          | —          | 2:31:15   | 67        | 67      |
| Atlanta 1996     | Bouriema Kimba         | 100 m.         | 11.24    | 9     | No avança       | No avança       | No avança  | No avança  | No avança | No avança | –       |
| Atlanta 1996     | Abdou Manzo            | Marató         | —        | —     | —               | —               | —          | —          | 2:30:57   | 85        | 85      |
| Sydney 2000      | Mamane Sani Ali        | 100 m.         | 11.25    | 9     | No avança       | No avança       | No avança  | No avança  | No avança | No avança | –       |
| Atenes 2004      | Ibrahim Tondi          | 400 m. tanques | 52.62    | 7     | No avança       | No avança       | No avança  | No avança  | No avança | No avança | –       |
| Pequín 2008      | Harouna Garba          | 400 m. tanques | 55.14    | 7     | No avança       | No avança       | No avança  | No avança  | No avança | No avança | –       |
| Londres 2012     | Rabiou Guero Gao       | 1.500 m.       | 4:05.46  | 15    | No avança       | No avança       | No avança  | No avança  | No avança | No avança | –       |
| Rio 2016         | Ousseini Djibo Idrissa | 400 m.         | 50.06    | 8     | No avança       | No avança       | No avança  | No avança  | No avança | No avança | –       |
| Tòquio 2020      | Badamassi Saguirou     | 100 m.         | 10.87    | 7     | No avança       | No avança       | No avança  | No avança  | No avança | No avança | –       |

### Femení
| Jocs         | Atleta                   | Categoria | Sèrie    | Sèrie | Quarts de final | Quarts de final | Semi-final | Semi-final | Final     | Final     | Posició |
| Jocs         | Atleta                   | Categoria | Resultat | Pos.  | Resultat        | Pos.            | Resultat   | Pos.       | Resultat  | Pos.      | Posició |
| ------------ | ------------------------ | --------- | -------- | ----- | --------------- | --------------- | ---------- | ---------- | --------- | --------- | ------- |
| Atlanta 1996 | Rachida Mahamane         | 5.000 m.  | 19:17.87 | 46    | No avança       | No avança       | No avança  | No avança  | No avança | No avança | –       |
| Sydney 2000  | Haissa Ali Garba         | 400 m.    | 1:07.49  | 8     | No avança       | No avança       | No avança  | No avança  | No avança | No avança | –       |
| Atenes 2004  | Salamtou Hassane         | 400 m.    | 1:03.28  | 7     | No avança       | No avança       | No avança  | No avança  | No avança | No avança | –       |
| Pequín 2008  | Rachidatou Seini Maikido | 400 m.    | 1:03.19  | 6     | No avança       | No avança       | No avança  | No avança  | No avança | No avança | –       |
| Londres 2012 | Nafissa Souleymane       | 100 m.    | 12.81    | 6     | No avança       | No avança       | No avança  | No avança  | No avança | No avança | –       |
| Rio 2016     | Mariama Mamoudou Ittatou | 400 m.    | 54.32    | 6     | No avança       | No avança       | No avança  | No avança  | No avança | No avança | –       |
| Tòquio 2020  | Aminatou Seyni           | 200 m.    | 22.72    | 3     | —               | —               | 22.54      | 5          | No avança | No avança | –       |

## Boxa

### Masculina
| Jocs                 | Atleta             | Categoria    | 1a ronda        | 2a ronda         | 3a ronda        | Quarts de final | Semi-final    | Final     | Posició |
| -------------------- | ------------------ | ------------ | --------------- | ---------------- | --------------- | --------------- | ------------- | --------- | ------- |
| Tòquio 1964          | Issaka Dabore      | Wèlter       | Hong Tshun-fu   | Hans Pedersen    | Pertti Purhonen | No avança       | No avança     | No avança | –       |
| Ciutat de Mèxic 1968 | Dary Dasuda        | Pes gall     | Sulley Shittu   | No avança        | No avança       | No avança       | No avança     | No avança | –       |
| Ciutat de Mèxic 1968 | Issaka Dabore      | Superlleuger | BYE             | Isaac Marin      | Yevgeny Frolov  | No avança       | No avança     | No avança | –       |
| Múnic 1972           | Mayaki Seydou      | Pes gall     | Mehmet Kumova   | Stefan Förster   | No avança       | No avança       | No avança     | No avança | –       |
| Múnic 1972           | Harouna Lago       | Pes ploma    | Boris Kuznetsov | No avança        | No avança       | No avança       | No avança     | No avança | –       |
| Múnic 1972           | Issaka Dabore      | Superlleuger | Emmanuel Lawson | Park Tae-sik     | BYE             | Kyoji Shinohara | Angel Angelov | No avança | Bronze  |
| Múnic 1972           | Issoufou Habou     | Superwèlter  | BYE             | Mohamed Majeri   | No avança       | No avança       | No avança     | No avança | –       |
| Los Angeles 1984     | Chibou Amna        | Pes mosca    | David Mwaba     | No avança        | No avança       | No avança       | No avança     | No avança | –       |
| Los Angeles 1984     | Boubagar Soumana   | Pes ploma    | Steve Pagendam  | No avança        | No avança       | No avança       | No avança     | No avança | –       |
| Seül 1988            | Badie Ovnteni      | Pes mosca    | BYE             | Meluin de Leon   | No avança       | No avança       | No avança     | No avança | –       |
| Seül 1988            | Moumouni Siuley    | Pes gall     | Tiui Faamaoni   | Justin Chikwanda | No avança       | No avança       | No avança     | No avança | –       |
| Seül 1988            | Djingarey Mamoudou | Pes ploma    | Tomasz Nowak    | No avança        | No avança       | No avança       | No avança     | No avança | –       |
| Londres 2012         | Moustapha Hima     | Pes wèlter   | Cameron Hammond | No avança        | No avança       | No avança       | No avança     | No avança | –       |

## Judo

### Masculí
| Jocs        | Atleta                | Categoria | 32ns de final | 16ns de final | Quarts de final | Semi-finals | Repesca 1   | Repesca 2 | Repesca 3 | Final     | Posició |
| ----------- | --------------------- | --------- | ------------- | ------------- | --------------- | ----------- | ----------- | --------- | --------- | --------- | ------- |
| Atenes 2004 | Abdou Alassane Dji Bo | –66 kg.   | Jozef Krnáč   | No avança     | No avança       | No avança   | Óscar Peñas | No avança | No avança | No avança | –       |

| Jocs         | Atleta           | Categoria | 64ns de final    | 32ns de final      | 16ns de final | Quarts de final | Semi-finals | Repesca 1 | Final     | Posició |
| ------------ | ---------------- | --------- | ---------------- | ------------------ | ------------- | --------------- | ----------- | --------- | --------- | ------- |
| Londres 2012 | Zakari Gourouza  | –60 kg.   | Kenny Godoy      | Arsen Galstyan     | No avança     | No avança       | No avança   | No avança | No avança | –       |
| Rio 2016     | Ahmed Goumar     | –73 kg.   | BYE              | Nicholas Delpopolo | No avança     | No avança       | No avança   | No avança | No avança | –       |
| Tòquio 2020  | Ismael Alhassane | –66 kg.   | Kilian Le Blouch | No avança          | No avança     | No avança       | No avança   | No avança | No avança | –       |

## Natació

### Masculina
| Jocs        | Atleta                       | Categoria      | Sèrie    | Sèrie | Semi-final | Semi-final | Final     | Final     | Posició |
| Jocs        | Atleta                       | Categoria      | Resultat | Pos.  | Resultat   | Pos.       | Resultat  | Pos.      | Posició |
| ----------- | ---------------------------- | -------------- | -------- | ----- | ---------- | ---------- | --------- | --------- | ------- |
| Sydney 2000 | Karim Bare                   | 100 m. lliures | DSQ      | DSQ   | No avança  | No avança  | No avança | No avança | –       |
| Atenes 2004 | Ibrahim Maliki               | 50 m. lliures  | 26.81    | 3     | No avança  | No avança  | No avança | No avança | 69      |
| Pequín 2008 | Mohamed Alhousseini Alhassan | 50 m. lliures  | 30.90    | 4     | No avança  | No avança  | No avança | No avança | 95      |
| Rio 2016    | Albachir Mouctar             | 50 m. lliures  | 25.56    | 3     | No avança  | No avança  | No avança | No avança | 70      |
| Tòquio 2020 | Alassane Seydou              | 50 m. lliures  | 24.75    | 2     | No avança  | No avança  | No avança | No avança | 50      |

### Femenina
| Jocs         | Atleta                   | Categoria     | Sèrie    | Sèrie | Semi-final | Semi-final | Final     | Final     | Posició |
| Jocs         | Atleta                   | Categoria     | Resultat | Pos.  | Resultat   | Pos.       | Resultat  | Pos.      | Posició |
| ------------ | ------------------------ | ------------- | -------- | ----- | ---------- | ---------- | --------- | --------- | ------- |
| Sydney 2000  | Balkissa Ouhoumoudou     | 100 m. braça  | 1:42.39  | 2     | No avança  | No avança  | No avança | No avança | 41      |
| Pequín 2008  | Mariama Souley Bana      | 50 m. lliures | 40.83    | 8     | No avança  | No avança  | No avança | No avança | 90      |
| Londres 2012 | Nafissatou Moussa Adamou | 50 m. lliures | 37.29    | 1     | No avança  | No avança  | No avança | No avança | 71      |
| Rio 2016     | Roukaya Mahamane         | 50 m. lliures | 35.60    | 4     | No avança  | No avança  | No avança | No avança | 83      |
| Tòquio 2020  | Roukaya Mahamane         | 50 m. lliures | 32.31    | 5     | No avança  | No avança  | No avança | No avança | 76      |

## Rem
| Jocs         | Atleta               | Categoria | Sèrie    | Sèrie | Repesca  | Repesca | Quarts de final | Quarts de final | Semi-final | Semi-final | Final    | Final | Posició |
| Jocs         | Atleta               | Categoria | Resultat | Pos.  | Resultat | Pos.    | Resultat        | Pos.            | Resultat   | Pos.       | Resultat | Pos.  | Posició |
| ------------ | -------------------- | --------- | -------- | ----- | -------- | ------- | --------------- | --------------- | ---------- | ---------- | -------- | ----- | ------- |
| Londres 2012 | Hamadou Djibo Issaka | Esquif    | 8:25.56  | 5     | 8:39.66  | 4       | BYE             | BYE             | 9:07.99    | 4          | 8:53.88  | 3     | 33      |

## Taekwondo

### Masculí
| Jocs        | Atleta                | Categoria | 16ns de final | Quarts de final | Semi-final     | Repesca   | Final / Medalla de bronze | Posició |
| ----------- | --------------------- | --------- | ------------- | --------------- | -------------- | --------- | ------------------------- | ------- |
| Rio 2016    | Abdoul Razak Issoufou | +80 kg.   | M'Bar N'Diaye | Maicon Andrade  | Dmitriy Shokin | BYE       | Radik Isayev              | Argent  |
| Tòquio 2020 | Abdoul Razak Issoufou | +80 kg.   | Seydou Gbané  | No avança       | No avança      | No avança | No avança                 | –       |

### Femení
| Jocs        | Atleta               | Categoria | 16ns de final      | Quarts de final | Semi-final | Repesca    | Final / Medalla de bronze | Posició |
| ----------- | -------------------- | --------- | ------------------ | --------------- | ---------- | ---------- | ------------------------- | ------- |
| Pequín 2008 | Lailatou Amadou Lele | –57 kg    | Débora Nunes (DSQ) | No avança       | No avança  | No avança  | No avança                 | –       |
| Tòquio 2020 | Tekiath Ben Yessouf  | –57 kg    | Mayu Hamada        | Tatiana Minina  | No avança  | Fani Tzeli | Lo Chia-ling              | 5       |